# Lido (re di Lidia)
Lido (in greco antico: Λυδός?, Lydos) è un personaggio della mitologia greca. Fu il terzo re di Lidia, in quei tempi conosciuta come Meonia ed eponimo della Lidia stessa.

## Genealogia
Figlio di Ati.
Non sono noti nomi di spose o progenie.

## Mitologia
Fu scelto dal padre per rimanere in patria durante la carestia che afflisse le terre del suo regno mentre il fratello Tirreno fu costretto ad emigrare.
Secondo quanto riporta Erodoto, la Meonia venne chiamata Lidia dopo il regno di Lido.